# Monolistra boldorii
Monolistra boldorii är en kräftdjursart som beskrevs av Alessandro Brian1931. Monolistra boldorii ingår i släktet Monolistra och familjen klotkräftor.

## Underarter
Arten delas in i följande underarter:
- M. b. boldorii
- M. b. bergomas